# I Know Him so Well
I Know Him so Well ist ein Lied aus dem Musical Chess, das von Björn Ulvaeus und Benny Andersson komponiert wurde; der Text stammt von Tim Rice. Es wurde zuerst 1984 in der Interpretation von Elaine Paige und Barbara Dickson auf Schallplatte veröffentlicht.

## Geschichte
I Know Him so Well wurde im Dezember 1984 als Single veröffentlicht und wurde zum Nummer-eins-Hit in Großbritannien und Irland. Das Lied hat eine Spieldauer von 4 Minuten und 15 Sekunden in der Singleversion und 6 Minuten und 2 Sekunden in der Albumversion. Auf der B-Seite der Single befindet sich das vom London Symphony Orchestra gespielte Stück Chess. Bis heute ist I Know Him so Well laut dem Guinness-Buch der Rekorde das meistverkaufte weibliche Duett.
Das Lied handelt von Svetlana, der Frau (gespielt von Barbara Dickson), und Florence, der Geliebten (gespielt von Elaine Paige) des russischen Schachweltmeisters, und ihren Gefühlen für ihn und das Zerbrechen der Beziehungen.
Im Jahr 2004, 20 Jahre nach dem letzten gemeinsamen Auftritt, sangen Elaine Paige und Barbara Dickson das Lied in der BBC-Show All-Time Greatest Love Songs.

## Coverversionen
- 1985: Cilla Black
- 1985: Angelika Milster (Ich kann ihn verstehen)
- 1986: The Shadows
- 1989: Whitney Houston & Cissy Houston
- 1991: Barbra Streisand
- 2001: Steps
- 2003: Verena Pötzl
- 2008: John Barrowman
- 2011: Susan Boyle
- 2012: Melanie C & Emma Bunton
- 2020: Sheridan Smith & Amanda Holden